# Авъл Плавций (претор 51 пр.н.е.)
Вижте пояснителната страница за други личности с името Авъл Плавций.
Авъл Плавций, също наричан и Плоций (на латински: Aulus Plautius; Plotius; * 100 пр.н.е.; † 49 пр.н.е.), е сенатор и политик на късната Римска република през 1 век пр.н.е. Произлиза от плебейската фамилия Плавции.
През 67 г. пр.н.е. е квестор и служи при Помпей Велики в битките против морските пирати. След това е едил при Помпей в Палестина през 63 пр.н.е. През 56 г. пр.н.е. е народен трибун. Заедно с Гней Планций той е 55 или 54 пр.н.е. курулски едил. 51 г. пр.н.е. той става претор. Става вероятно 49 и 48 пр.н.е. управител на провинция Витиния и Понт
Дядо е на Марк Плавций Силван (консул 2 пр.н.е.) и Авъл Плавций (суфектконсул 1 пр.н.е.). Прадядо е на Плавция Ургуланила, съпруга на император Клавдий и прапрадядо на Петрония (съпруга на император Вителий).